# Hopsnuituil

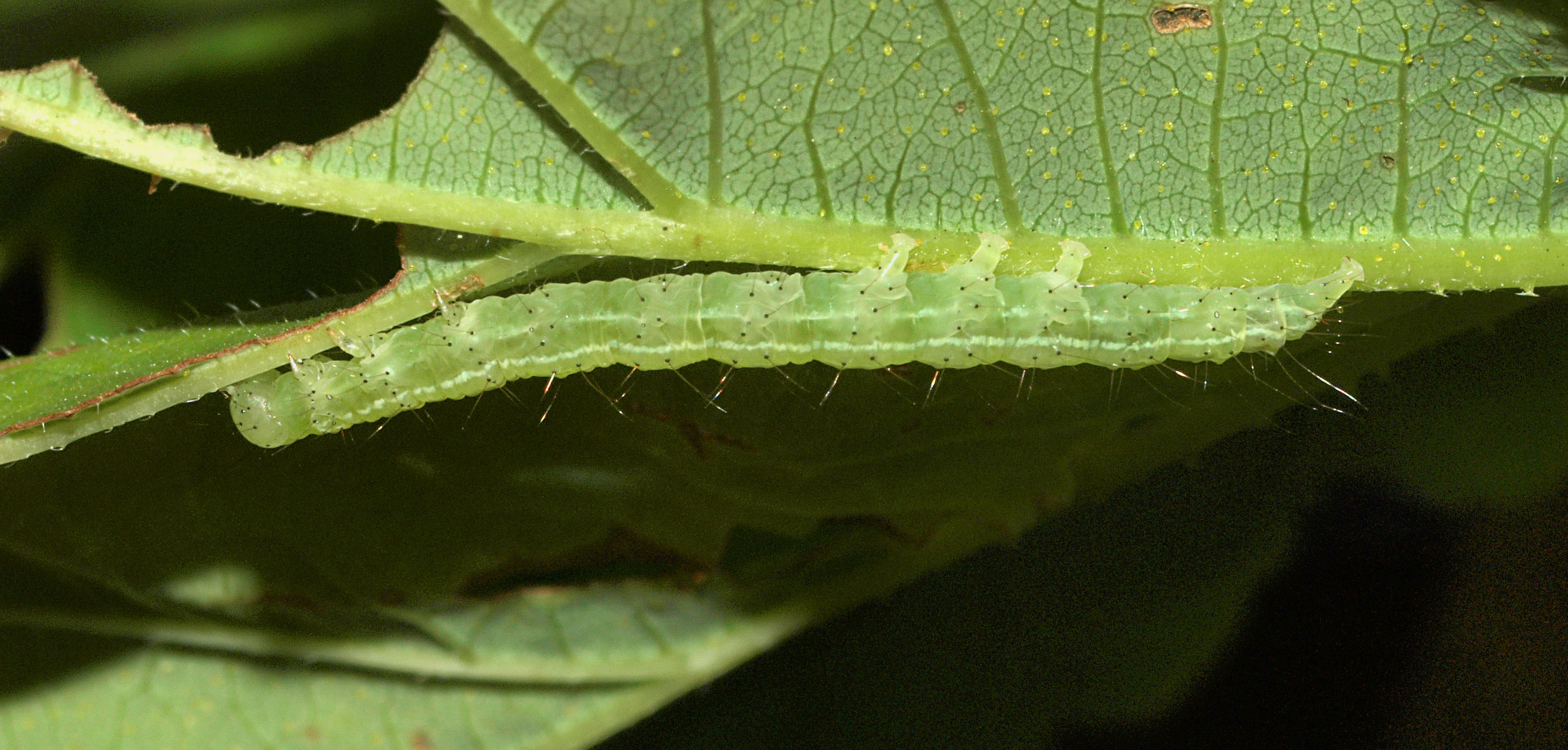
Rups op een hopblad

De hopsnuituil (Hypena rostralis) is een nachtvlinder uit de familie van de spinneruilen (Erebidae). De vlinder heeft een spanwijdte van 27 tot 32 millimeter.
De waardplant van de rupsen is, zoals de naam al doet vermoeden, hop. De vlinders vliegen van augustus tot oktober, daarna overwinteren ze om in het voorjaar voor een nieuwe generatie te zorgen. In het voorjaar vliegt de hopsnuituil van maart tot en met juni.
De vlinder komt in heel Europa voor maar is niet algemeen.